# Campionato europeo femminile under 17 di pallavolo 2020
Il campionato europeo femminile under 17 di pallavolo 2020 si è svolto dal 1º al 9 ottobre 2020 a Podgorica, in Montenegro: al torneo hanno partecipato undici squadre nazionali under 17 europee e la vittoria finale è andata per la quinta volta, la quarta consecutiva, alla Russia.

## Qualificazioni
Al torneo avrebbero dovuto partecipare: la nazionale del paese organizzatore e undici nazionali qualificate tramite il torneo di qualificazione. A seguito del diffondersi della pandemia di Covid-19 in Europa, le qualificazioni sono state interrotte e al torneo hanno partecipato la nazionale del paese organizzatore, quattro nazionali qualificate tramite la prima fase del torneo di qualificazione già disputato e sette nazionali qualificate tramite il ranking CEV.

## Impianti
|                                                                                         |                                                               |  |
|                                                                                         |                                                               |  |
| Univerzitetsko sportsko-kulturni centar Città: Podgorica Capienza: - Anno d'apertura: - | Verde Complex Città: Podgorica Capienza: - Anno d'apertura: - |  |

## Regolamento

### Formula
La formula ha previsto:
- Fase a gironi, disputata con girone all'italiana: le prime due classificate di ogni girone hanno acceduto alla fase finale per il primo posto, mentre la terza e la quarta classificata di ogni girone hanno acceduto alla fase finale per il quinto posto.
- Fase finale per il primo posto, disputata con semifinali, finale per il terzo posto e finale.
- Fase finale per il quinto posto, disputata con semifinali, finale per il terzo posto e finale per il quinto posto.

### Criteri di classifica
Se il risultato finale è stato di 3-0 o 3-1 sono stati assegnati 3 punti alla squadra vincente e 0 a quella sconfitta, se il risultato finale è stato di 3-2 sono stati assegnati 2 punti alla squadra vincente e 1 a quella sconfitta.
L'ordine del posizionamento in classifica è stato definito in base a:
- Numero di partite vinte;
- Punti;
- Ratio dei set vinti/persi;
- Ratio dei punti realizzati/subiti;
- Risultati degli scontri diretti.

## Squadre partecipanti
| Squadra     | Qualificazione                                | Ultima partecipazione      |
| ----------- | --------------------------------------------- | -------------------------- |
| Bielorussia | 3ª nel ranking CEV                            | Bulgaria 2018              |
| Bulgaria    | 7ª nel ranking CEV                            | Bulgaria 2018              |
| Germania    | 4ª nel ranking CEV                            | Bulgaria 2018              |
| Italia      | 1ª al torneo di qualificazione (girone WEVZA) | Bulgaria 2018              |
| Montenegro  | Paese organizzatore                           | / Montenegro e Serbia 2013 |
| Polonia     | 11ª nel ranking CEV                           | Paesi Bassi 2017           |
| Romania     | 7ª nel ranking CEV                            | Bulgaria 2018              |
| Russia      | 1ª al torneo di qualificazione (girone EEVZA) | Bulgaria 2018              |
| Serbia      | 1ª al torneo di qualificazione (girone BVA)   | Bulgaria 2018              |
| Slovacchia  | 1ª al torneo di qualificazione (girone MEVZA) | Turchia 2011               |
| Slovenia    | 4ª nel ranking CEV                            | Bulgaria 2018              |
| Turchia     | 7ª nel ranking CEV                            | Bulgaria 2018              |

## Torneo

### Fase a gironi
| Girone I   | Girone II   |
| ---------- | ----------- |
| Bulgaria   | Bielorussia |
| Italia     | Polonia     |
| Montenegro | Romania     |
| Slovacchia | Russia      |
| Slovenia   | Serbia      |
| Turchia    | -           |

#### Girone I

##### Risultati
| 1º ottobre 2020 Verde Complex, Podgorica Durata: 1h:05 - Spettatori: 0 | Bulgaria   | 0 - 3 | Turchia    | 11-25, 19-25, 21-25               |
| 1º ottobre 2020 Verde Complex, Podgorica Durata: 1h:39 - Spettatori: 0 | Slovenia   | 1 - 3 | Italia     | 28-26, 16-25, 22-25, 15-25        |
| 1º ottobre 2020 Verde Complex, Podgorica Durata: 0h:57 - Spettatori: 0 | Montenegro | 0 - 3 | Slovacchia | 12-25, 16-25, 9-25                |
| 2 ottobre 2020 Verde Complex, Podgorica Durata: 1h:59 - Spettatori: 0  | Turchia    | 3 - 2 | Slovenia   | 16-25, 25-21, 21-25, 25-15, 15-5  |
| 2 ottobre 2020 Verde Complex, Podgorica Durata: 2h:02 - Spettatori: 0  | Slovacchia | 1 - 3 | Italia     | 25-22, 19-25, 19-25, 21-25        |
| 2 ottobre 2020 Verde Complex, Podgorica Durata: 2h:02 - Spettatori: 0  | Montenegro | 2 - 3 | Bulgaria   | 23-25, 25-16, 19-25, 25-15, 10-15 |
| 3 ottobre 2020 Verde Complex, Podgorica Durata: 1h:37 - Spettatori: 0  | Italia     | 1 - 3 | Turchia    | 26-28, 25-18, 16-25, 20-25        |
| 3 ottobre 2020 Verde Complex, Podgorica Durata: 1h:36 - Spettatori: 0  | Bulgaria   | 1 - 3 | Slovacchia | 18-25, 16-25, 25-23, 19-25        |
| 3 ottobre 2020 Verde Complex, Podgorica Durata: 0h:58 - Spettatori: 0  | Slovenia   | 3 - 0 | Montenegro | 25-12, 25-10, 25-18               |
| 5 ottobre 2020 Verde Complex, Podgorica Durata: 1h:04 - Spettatori: 0  | Slovacchia | 0 - 3 | Turchia    | 11-25, 15-25, 17-25               |
| 5 ottobre 2020 Verde Complex, Podgorica Durata: 1h:19 - Spettatori: 0  | Bulgaria   | 0 - 3 | Slovenia   | 20-25, 25-27, 15-25               |
| 5 ottobre 2020 Verde Complex, Podgorica Durata: 0h:57 - Spettatori: 0  | Montenegro | 0 - 3 | Italia     | 13-25, 13-25, 16-25               |
| 6 ottobre 2020 Verde Complex, Podgorica Durata: 1h:18 - Spettatori: 0  | Slovenia   | 3 - 0 | Slovacchia | 25-17, 25-20, 25-22               |
| 6 ottobre 2020 Verde Complex, Podgorica Durata: 1h:03 - Spettatori: 0  | Italia     | 3 - 0 | Bulgaria   | 25-22, 25-13, 25-17               |
| 6 ottobre 2020 Verde Complex, Podgorica Durata: 0h:57 - Spettatori: 0  | Turchia    | 3 - 0 | Montenegro | 25-10, 25-17, 25-10               |

##### Classifica
| Pos. | Squadra    | Pt | G | V | P | SV | SP | Ratio | PF  | PS  | Ratio |
| ---- | ---------- | -- | - | - | - | -- | -- | ----- | --- | --- | ----- |
| 1.   | Turchia    | 14 | 5 | 5 | 0 | 15 | 3  | 5,000 | 423 | 309 | 1,368 |
| 2.   | Italia     | 12 | 5 | 4 | 1 | 13 | 5  | 2,600 | 435 | 355 | 1,225 |
| 3.   | Slovenia   | 10 | 5 | 3 | 2 | 12 | 6  | 2,000 | 399 | 362 | 1,102 |
| 4.   | Slovacchia | 6  | 5 | 2 | 3 | 7  | 10 | 0,700 | 359 | 362 | 0,991 |
| 5.   | Bulgaria   | 2  | 5 | 1 | 4 | 4  | 14 | 0,285 | 337 | 427 | 0,789 |
| 6.   | Montenegro | 1  | 5 | 0 | 5 | 2  | 15 | 0,133 | 258 | 396 | 0,651 |

#### Girone II

##### Risultati
| 1º ottobre 2020 Univerzitetsko centar, Podgorica Durata: 1h:03 - Spettatori: 0 | Bielorussia | 0 - 3 | Romania     | 15-25, 20-25, 7-25          |
| 1º ottobre 2020 Univerzitetsko centar, Podgorica Durata: 1h:53 - Spettatori: 0 | Russia      | 3 - 1 | Polonia     | 23-25, 25-21, 25-21, 25-16  |
| 2 ottobre 2020 Univerzitetsko centar, Podgorica Durata: 1h:23 - Spettatori: 0  | Polonia     | 0 - 3 | Serbia      | 14-25, 21-25, 14-25         |
| 2 ottobre 2020 Univerzitetsko centar, Podgorica Durata: 0h:58 - Spettatori: 0  | Russia      | 3 - 0 | Bielorussia | 25-11, 25-10, 25-16         |
| 3 ottobre 2020 Univerzitetsko centar, Podgorica Durata: 1h:11 - Spettatori: 0  | Serbia      | 3 - 0 | Romania     | 25-16, 25-20, 25-17         |
| 3 ottobre 2020 Univerzitetsko centar, Podgorica Durata: 1h:56 - Spettatori: 0  | Bielorussia | 3 - 1 | Polonia     | 25-20, 28-26, 23-25, 25-22, |
| 5 ottobre 2020 Univerzitetsko centar, Podgorica Durata: 1h:27 - Spettatori: 0  | Polonia     | 3 - 0 | Romania     | 25-23, 25-19, 25-17         |
| 5 ottobre 2020 Univerzitetsko centar, Podgorica Durata: 1h:17 - Spettatori: 0  | Russia      | 3 - 0 | Serbia      | 25-22, 25-11, 25-23         |
| 6 ottobre 2020 Univerzitetsko centar, Podgorica Durata: 1h:02 - Spettatori: 0  | Serbia      | 3 - 0 | Bielorussia | 25-18, 25-16, 25-14         |
| 6 ottobre 2020 Univerzitetsko centar, Podgorica Durata: 1h:19 - Spettatori: 0  | Romania     | 0 - 3 | Russia      | 7-25, 25-27, 17-25          |

##### Classifica
| Pos. | Squadra     | Pt | G | V | P | SV | SP | Ratio  | PF  | PS  | Ratio |
| ---- | ----------- | -- | - | - | - | -- | -- | ------ | --- | --- | ----- |
| 1.   | Russia      | 12 | 4 | 4 | 0 | 12 | 1  | 12,000 | 325 | 225 | 1,444 |
| 2.   | Serbia      | 9  | 4 | 3 | 1 | 9  | 3  | 3,000  | 281 | 225 | 1,248 |
| 3.   | Polonia     | 3  | 4 | 1 | 3 | 5  | 9  | 0,555  | 300 | 333 | 0,900 |
| 4.   | Romania     | 3  | 4 | 1 | 3 | 3  | 9  | 0,333  | 236 | 266 | 0,887 |
| 5.   | Bielorussia | 3  | 4 | 1 | 3 | 3  | 10 | 0,300  | 225 | 318 | 0,707 |

      Qualificata alle semifinali per il primo posto.
      Qualificata alle semifinali per il quinto posto.

### Fase finale

#### Finali 1º e 3º posto
|  | Semifinali | Semifinali | Semifinali |                 |    | Finale  | Finale | Finale |
|  |            |            |            |                 |    |         |        |        |
|  | 1I         | Turchia    | 3          |                 |    |         |        |        |
|  | 1I         | Turchia    | 3          |                 |    |         |        |        |
|  | 2II        | Serbia     | 1          |                 |    |         |        |        |
|  | 2II        | Serbia     | 1          |                 | 1I | Turchia | 1      |        |
|  |            |            |            |                 | 1I | Turchia | 1      |        |
|  |            |            |            |                 |    | 1II     | Russia | 3      |
|  | 1II        | Russia     | 3          |                 |    | 1II     | Russia | 3      |
|  | 1II        | Russia     | 3          |                 |    |         |        |        |
|  | 2I         | Italia     | 0          |                 |    |         |        |        |
|  | 2I         | Italia     | 0          | Finale 3° posto |    |         |        |        |
|  |            |            |            |                 |    |         |        |        |
|  |            |            |            |                 |    | 2II     | Serbia | 3      |
|  |            |            |            |                 |    | 2II     | Serbia | 3      |
|  |            |            |            |                 |    | 2I      | Italia | 1      |

##### Semifinali
| 8 ottobre 2020 Verde Complex, Podgorica Durata: 1h:42 - Spettatori: 0 | Turchia | 3 - 1 | Serbia | 18-25, 25-21, 26-24, 25-20 |
| 8 ottobre 2020 Verde Complex, Podgorica Durata: 1h:08 - Spettatori: 0 | Russia  | 3 - 0 | Italia | 25-17, 25-22, 25-16        |

##### Finale 3º posto
| 9 ottobre 2020 Verde Complex, Podgorica Durata: 1h:32 - Spettatori: 0 | Serbia | 3 - 1 | Italia | 22-25, 25-16, 25-18, 25-20 |

##### Finale
| 9 ottobre 2020 Verde Complex, Podgorica Durata: 1h:37 - Spettatori: 0 | Turchia | 1 - 3 | Russia | 25-20, 16-25, 12-25, 23-25 |

#### Finali 5º e 7º posto
|  | Semifinali | Semifinali | Semifinali |                 |     | Finale 5º posto | Finale 5º posto | Finale 5º posto |
|  |            |            |            |                 |     |                 |                 |                 |
|  | 3I         | Slovenia   | 2          |                 |     |                 |                 |                 |
|  | 3I         | Slovenia   | 2          |                 |     |                 |                 |                 |
|  | 4II        | Romania    | 3          |                 |     |                 |                 |                 |
|  | 4II        | Romania    | 3          |                 | 4II | Romania         | 3               |                 |
|  |            |            |            |                 | 4II | Romania         | 3               |                 |
|  |            |            |            |                 |     | 3II             | Polonia         | 2               |
|  | 3II        | Polonia    | 3          |                 |     | 3II             | Polonia         | 2               |
|  | 3II        | Polonia    | 3          |                 |     |                 |                 |                 |
|  | 4I         | Slovacchia | 1          |                 |     |                 |                 |                 |
|  | 4I         | Slovacchia | 1          | Finale 7º posto |     |                 |                 |                 |
|  |            |            |            |                 |     |                 |                 |                 |
|  |            |            |            |                 |     | 3I              | Slovenia        | 3               |
|  |            |            |            |                 |     | 3I              | Slovenia        | 3               |
|  |            |            |            |                 |     | 4I              | Slovacchia      | 1               |

##### Semifinali
| 8 ottobre 2020 Verde Complex, Podgorica Durata: 1h:52 - Spettatori: 0 | Slovenia | 2 - 3 | Romania    | 25-17, 23-25, 21-25, 25-14, 9-15 |
| 8 ottobre 2020 Verde Complex, Podgorica Durata: 1h:55 - Spettatori: 0 | Polonia  | 3 - 1 | Slovacchia | 23-25, 25-23, 25-20, 25-20       |

##### Finale 7º posto
| 9 ottobre 2020 Verde Complex, Podgorica Durata: 1h:40 - Spettatori: 0 | Slovenia | 3 - 1 | Slovacchia | 25-18, 25-19, 19-25, 25-18 |

##### Finale 5º posto
| 9 ottobre 2020 Verde Complex, Podgorica Durata: 1h:55 - Spettatori: 0 | Romania | 3 - 2 | Polonia | 21-25, 25-20, 25-21, 22-25, 15-10 |

## Podio

### Campione
Formazione: 1 Natalia Suvorova, 5 Victoria Demidova, 6 Irina Artiukhina, 7 Daria Zamanskaia, 9 Alina Popova, 10 Arina Fedorovceva, 11 Oksana Shvydkaia, 13 Viktorija Kobzar', 14 Dinara Sabitova, 15 Veronika Dumrauf, 16 Anna Khabibrakhmanova, 17 Anastasiia Zhabrova, CT: Alexandr Karikov

### Secondo posto
Formazione: 2 Aleyna Göçmen, 3 Deniz Zengin, 4 Beren Yeşilırmak, 5 Melisa Ege Bükmen, 6 Yasemin Narlıoğlu, 9 Özlem Şahin, 10 Dalia Wilson, 12 Özge Arslanalp, 13 Miray Gözübüyük, 14 Pelin Eroktay, 15 İlayda Mumcular, 36 Dilay Özdemir, CT: Rasit Berk Inanc

### Terzo posto
Formazione: 2 Nina Mandović, 3 Ana Jaramazović, 4 Iva Šućurović, 6 Hena Kurtagić, 8 Stefana Pakić, 9 Ksenija Tomić, 11 Anja Zubić, 12 Vanja Ivanović, 14 Aleksandra Uzelac, 16 Anja Kujundžić, 17 Una Vajagić, 19 Ivona Lazović, CT: Jovo Caković

## Classifica finale
| Pos     | Squadra     | Qualificazione                                                                 |
| ------- | ----------- | ------------------------------------------------------------------------------ |
| Oro     | Russia      | Campionato mondiale under 18 2021 XVI Festival olimpico della gioventù europea |
| Argento | Turchia     | Campionato mondiale under 18 2021 XVI Festival olimpico della gioventù europea |
| Bronzo  | Serbia      | Campionato mondiale under 18 2021 XVI Festival olimpico della gioventù europea |
| 4       | Italia      | Campionato mondiale under 18 2021 XVI Festival olimpico della gioventù europea |
| 5       | Romania     | Campionato mondiale under 18 2021 XVI Festival olimpico della gioventù europea |
| 6       | Polonia     | Campionato mondiale under 18 2021 XVI Festival olimpico della gioventù europea |
| 7       | Slovenia    | XVI Festival olimpico della gioventù europea                                   |
| 8       | Slovacchia  |                                                                                |
| 9       | Bielorussia |                                                                                |
| 10      | Bulgaria    |                                                                                |
| 11      | Montenegro  |                                                                                |

## Premi individuali
| Premio                 | Nome              | Squadra |
| ---------------------- | ----------------- | ------- |
| MVP                    | Arina Fedorovceva | Russia  |
| Miglior palleggiatrice | Özge Arslanalp    | Turchia |
| Miglior opposto        | Pelin Eroktay     | Turchia |
| Miglior schiacciatrice | Arina Fedorovceva | Russia  |
| Miglior schiacciatrice | Melisa Ege Bükmen | Turchia |
| Miglior centrale       | Natalia Suvorova  | Russia  |
| Miglior centrale       | Hena Kurtagić     | Serbia  |
| Miglior libero         | Emma Barbero      | Italia  |